# 野豬式突擊步槍
「野豬」突擊步槍（羅馬化：Avtomat Vepr）是烏克蘭在2003年研發的突擊步槍。

## 設計
野豬式突擊步槍以AK-74改造而成，大部份零件與AK-74相同，5.45×39毫米口徑，由於改用犢牛式設計，氣動系統和轉拴式槍機的位置改為機匣後部，並加裝緩衝膠托，原有的拉機柄改為設置在前護木左面，槍管長415毫米，可下掛榴彈發射器。該槍配有由烏克蘭自制的紅點鏡。

## 歷史
目前烏克蘭軍隊主要採用華沙公約國常用的AKM及AK-74作制式武器，而烏克蘭國防部宣佈野豬式突擊步槍預計在2010年裝備烏克蘭軍隊。然而，由於烏克蘭可能會在未來加入歐洲聯盟及北約，一些烏克蘭槍械製造商亦已準備為該國軍隊提供西方口徑的槍械，故野豬式從沒有正式裝備過烏克蘭軍隊。取而代之的是以野豬式改良而成、可發射北約彈藥的馬柳克突擊步槍，它現在已普遍裝備烏克蘭軍的特種部隊，並逐步取代AK-74。而大部份的烏克蘭常規步兵則仍舊使用AK-74。

## 登場作品

### 電子遊戲
- 2013年—《生存法則（英语：Survarium）》
- 2013年—《決勝時刻：魅影》：命名為“Vepr”，奇怪地歸類為衝鋒槍。

## 图集

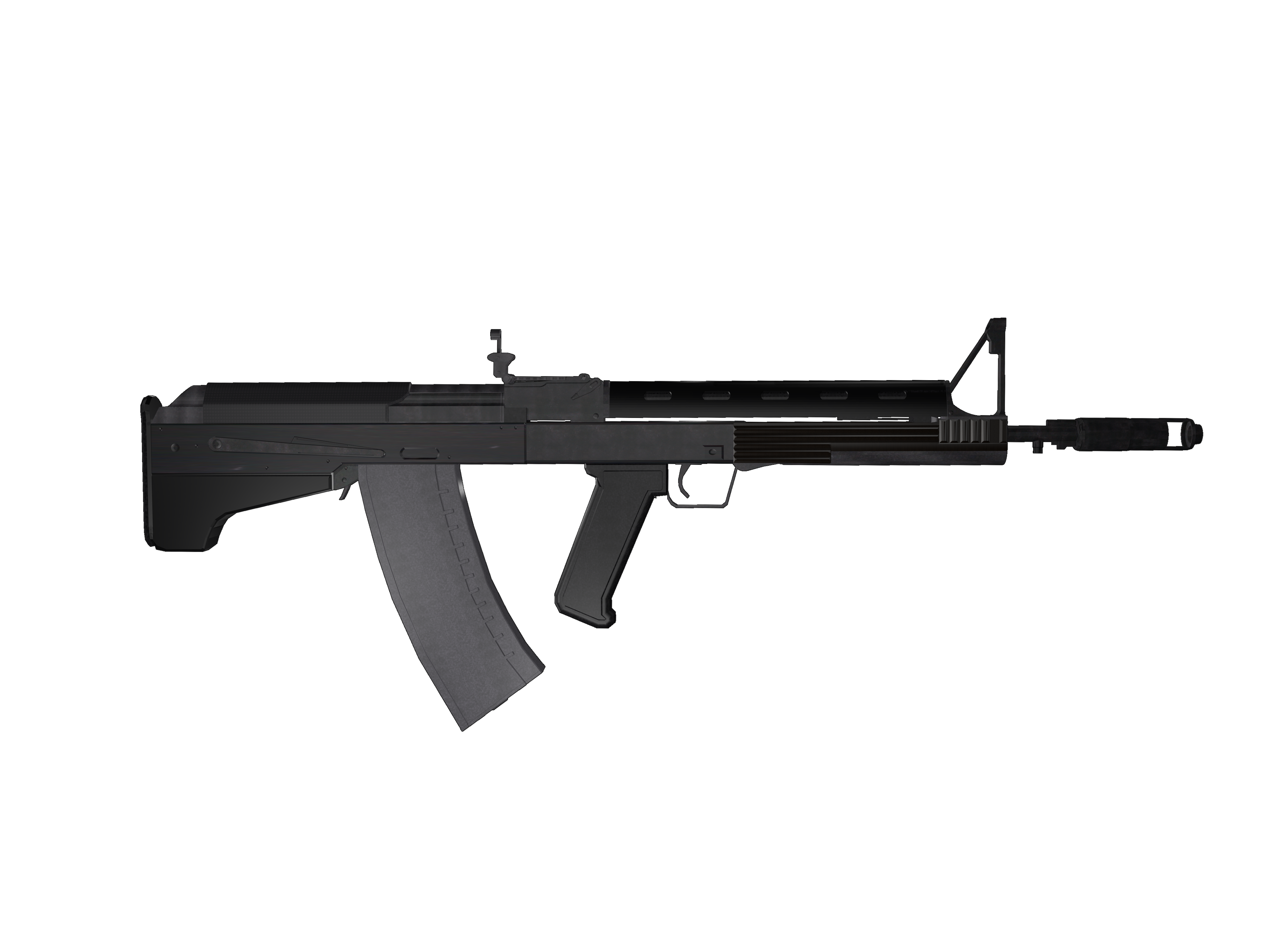
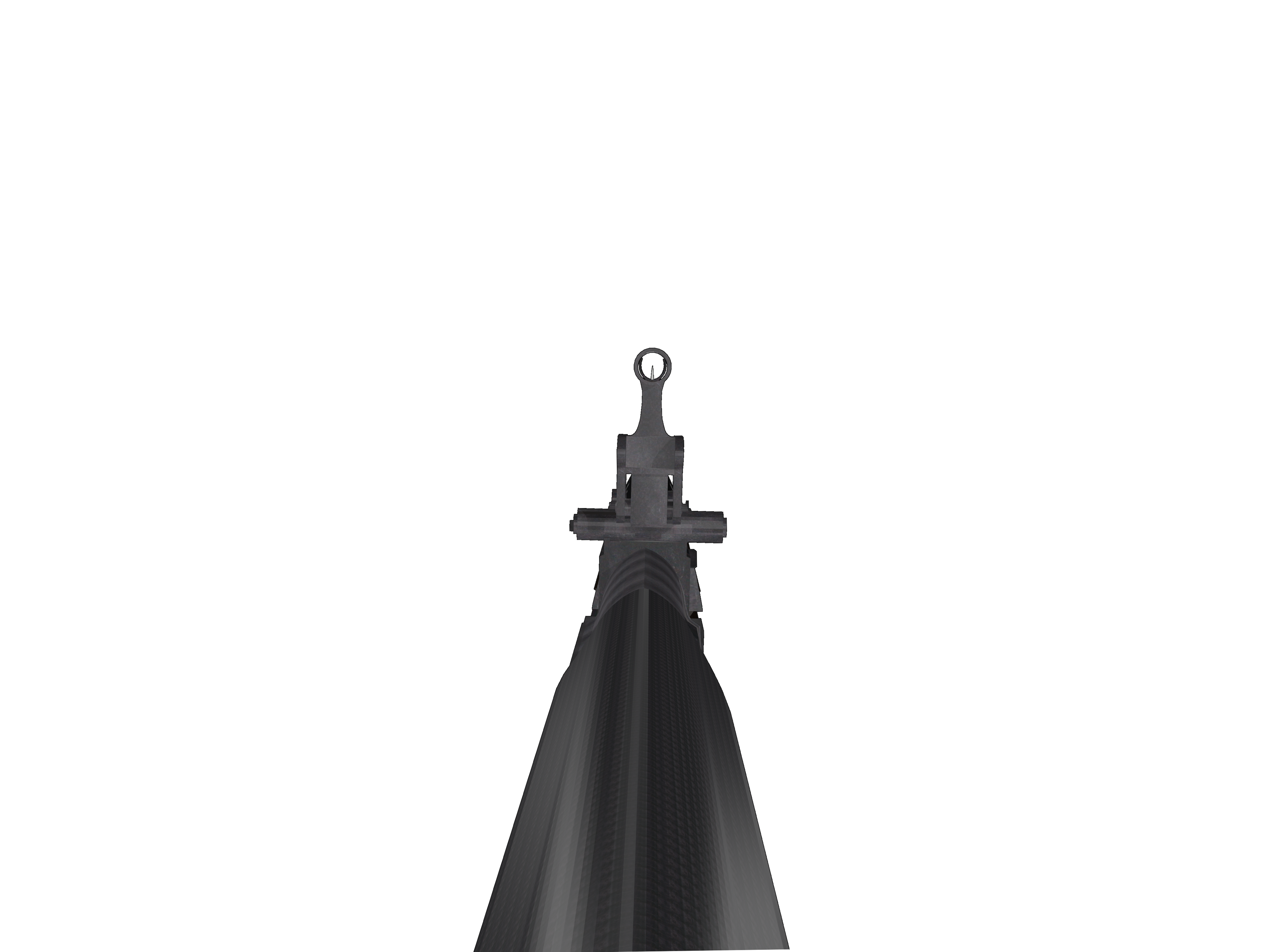
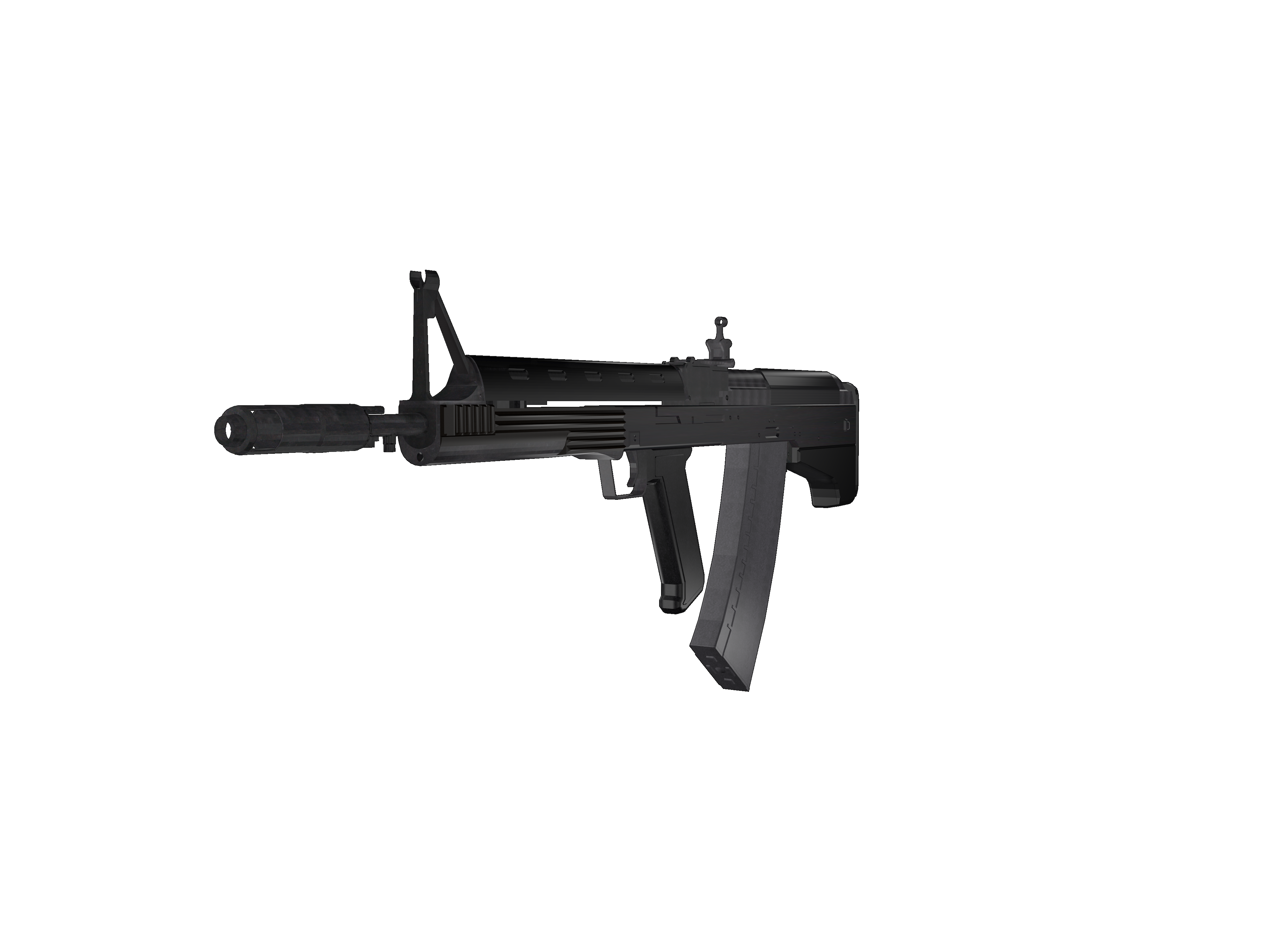
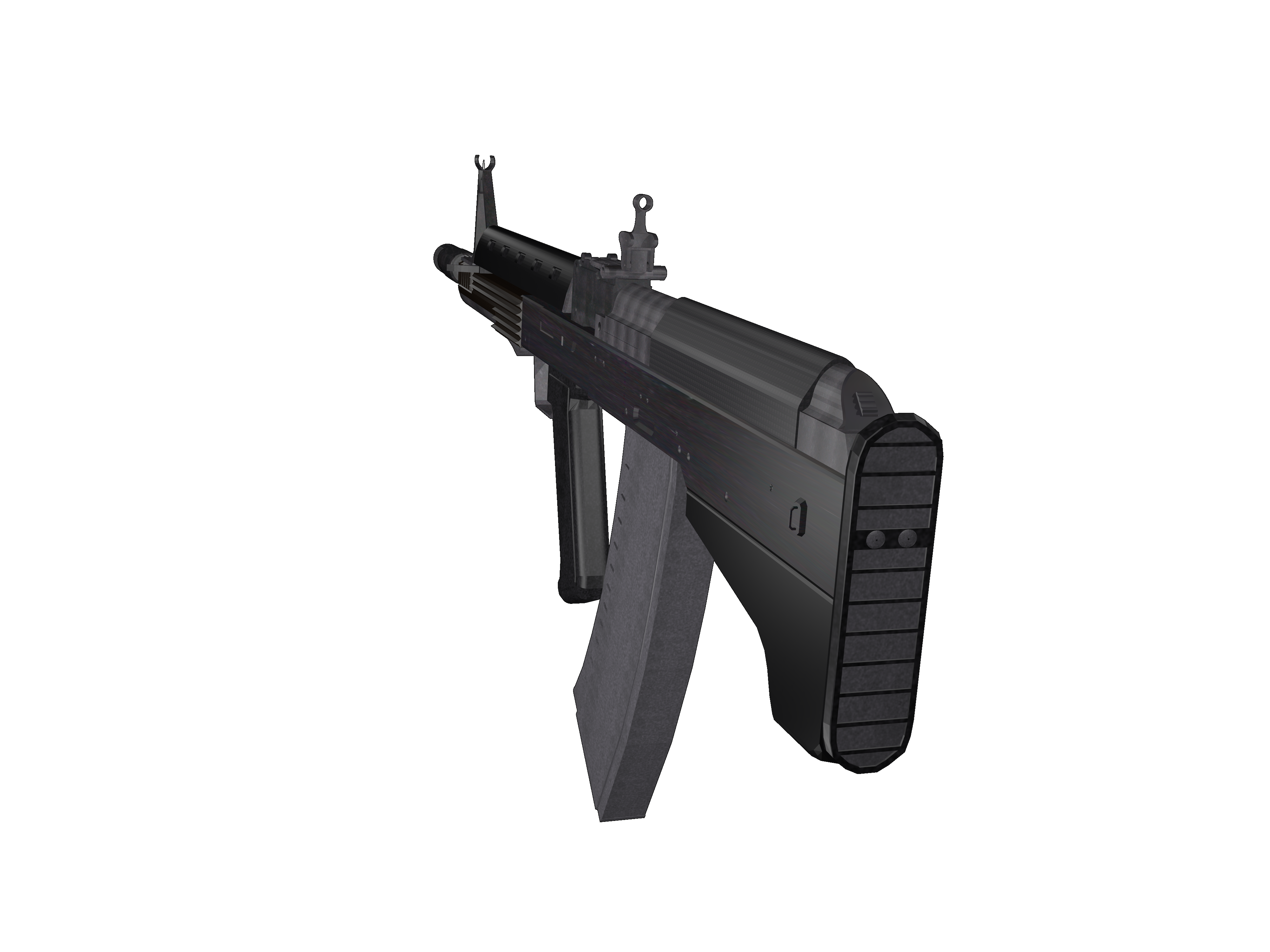

### 引用
1. ↑  .   [2012-11-07]. （原始内容存档于2021-06-24）.
2. ↑  （英文）烏克蘭政府頁面-Experts with center for army, conversion and disarmament studies say Ukraine has good chances for getting established on international market of individual firearms （页面存档备份，存于）